# Étalon de Yennenga
Des de 1972, l'Étalon de Yennenga ha estat el gran premi del Festival Panafricà de Cinema i Televisió de Ouagadougou (FESPACO) que se celebra cada dos anys a Burkina Faso.
Considerat com el guardó més prestigiós i mediàtic d'Àfrica, el premi destaca un autor de cinema africà i les seves obres. Li assegura una promoció, una reputació internacional i una remuneració que ha passat de 10.000.000 FCFA el 1972 a 20.000.000 FCFA el 2018.

## Significat del nom
El nom «Étalon de Yennenga» fa referència a la princesa Yennenga, mite fundacional de l'imperi Mossi, el principal grup ètnic de Burkina Faso.

## Categories de premis
Després de la seva mort el 1981, Oumarou Ganda, el primer guanyador, va donar el seu nom a un dels premis del festival: el Premi Oumarou Ganda per l'opera prima. El primer guanyador d'aquest premi va ser el Voltaic Kollo Daniel Sanou l'any 1983 amb la seva pel·lícula Pawéogo (L'emigrant).
Per a la 19a edició del 2005, es van atorgar dos nous premis "Étalon". El seu disseny va ser confiat a l'escultor de Burkina Faso Ali Nikiméa. El Gran Premi Étalon de Yennenga es converteix llavors en el Gran Premi Étalon de Yennenga d’or, i els nous premis s'anomenen Étalon de Yennenga d’argent i Étalon de Yennenga de bronze.

## Llista de guanyadors de l’Étalon de Yennenga
| Any                                      | Premiat                                                                                         | imatge |
| ---------------------------------------- | ----------------------------------------------------------------------------------------------- | ------ |
| 1972 (Cerimònia el 12 de març de 1972)   | Le Wazzou polygame d'Oumarou Ganda ( Níger)                                                     |        |
| 1973 (Cerimònia el 13 de febrer de 1973) | Les Mille et Une Mains de Souheil Ben Barka ( Marroc)                                           |        |
| 1976 (Cerimònia el 10 de febrer de 1976) | Muna Moto de Jean-Pierre Dikongué Pipa ( Camerun)                                               |        |
| 1979 (Cerimònia el 10 de febrer de 1979) | Baara de Souleymane Cissé ( Mali)                                                               |        |
| 1981 (Cerimònia l'1 de març de 1981)     | Djeli de Fadika Kramo-Lanciné ( Costa d'Ivori)                                                  |        |
| 1983 (Cerimònia el 13 de febrer de 1983) | Finyè de Souleymane Cissé ( Mali)                                                               |        |
| 1985 (Cerimònia el 2 de març de 1985)    | Histoire d'une rencontre de Brahim Tsaki ( Algèria)                                             |        |
| 1987 (Cerimònia el 28 de febrer de 1987) | Sarraounia de Med Hondo ( Mauritània)                                                           |        |
| 1989 (Cerimònia el 4 de març de 1989)    | Heritage Africa de Kwaw Ansah ( Ghana)                                                          |        |
| 1991 (Cerimònia el 2 de març de 1991)    | Tilaï d'Idrissa Ouedraogo ( Burkina Faso)                                                       |        |
| 1993 (Cerimònia el 4 de març de 1993)    | Au nom du Christ de Gnoan Roger M'Bala ( Costa d'Ivori)                                         |        |
| 1995 (Cerimònia el 4 de març de 1995)    | Guimba de Cheick Oumar Sissoko ( Mali)                                                          |        |
| 1997 (Cerimònia l'1 de març de 1997)     | Buud Yam de Gaston Kaboré ( Burkina Faso)                                                       |        |
| 1999 (Cerimònia el 6 de març de 1999)    | Pièces d'identités de Mwezé Ngangura ( R.D. del Congo)                                          |        |
| 2001 (Cerimònia el 3 mars 2001)          | Ali Zaoua de Nabil Ayouch ( Marroc)                                                             |        |
| 2003 (Cerimònia l'1 de març de 2003)     | Heremakono d'Abderrahmane Sissako ( Mauritània)                                                 |        |
| 2005 (Cerimònia el 5 de març de 2005)    | Étalon d'or : Drum de Zola Maseko ( Sud-àfrica)                                                 |        |
| 2005 (Cerimònia el 5 de març de 2005)    | Étalon d'argent : La Chambre noire de Hassan Benjelloun ( Marroc)                               |        |
| 2005 (Cerimònia el 5 de març de 2005)    | Étalon de bronze : Tasuma de Kollo Daniel Sanou ( Burkina Faso)                                 |        |
| 2007 (Cerimònia el 3 de març de 2007)    | Étalon d'or : Ezra de Newton Aduaka ( Nigèria)                                                  |        |
| 2007 (Cerimònia el 3 de març de 2007)    | Étalon d'argent : Les Saignantes de Jean-Pierre Bekolo ( Camerun)                               |        |
| 2007 (Cerimònia el 3 de març de 2007)    | Étalon de bronze : Daratt de Mahamat Saleh Haroun ( Txad)                                       |        |
| 2009 (Cerimònia el 7 mars 2009)          | Étalon d'or : Teza de Hailé Gerima ( Etiòpia)                                                   |        |
| 2009 (Cerimònia el 7 mars 2009)          | Étalon d'argent : Nothing But the truth de John Kani ( Sud-àfrica)                              |        |
| 2009 (Cerimònia el 7 mars 2009)          | Étalon de bronze : Mascarades de Lyes Salem ( Algèria)                                          |        |
| 2011 (Cerimònia el 5 març de 2011)       | Étalon d'or : Pégase de Mohamed Mouftakir ( Marroc)                                             |        |
| 2011 (Cerimònia el 5 març de 2011)       | Étalon d'argent : Un homme qui crie de Mahamat Haroun Saley ( Txad)                             |        |
| 2011 (Cerimònia el 5 març de 2011)       | Étalon de bronze : Le Mec idéal de Owell Brown ( Costa d'Ivori)                                 |        |
| 2013 (Cerimònia el 2 de març de 2013)    | Étalon d'or : Tey (aujourd'hui) d'Alain Gomis ( Senegal)                                        |        |
| 2013 (Cerimònia el 2 de març de 2013)    | Étalon d'argent : Yema de Djamila Sahraoui ( Algèria)                                           |        |
| 2013 (Cerimònia el 2 de març de 2013)    | Étalon de bronze : La Pirogue de Moussa Touré ( Senegal)                                        |        |
| 2015 (Cerimònia el 7 de març de 2015)    | Étalon d'or : Fièvres d'Hicham Ayouch (France, Marroc)                                          |        |
| 2015 (Cerimònia el 7 de març de 2015)    | Étalon d'argent : Fadhma N'Soumer de Belkacem Hadjadj ( Algèria)                                |        |
| 2015 (Cerimònia el 7 de març de 2015)    | Étalon de bronze : L'œil du cyclone de Sékou Traoré ( Burkina Faso)                             |        |
| 2017 (Cerimònia el 4 de març de 2017)    | Étalon d'or : Félicité d'Alain Gomis ( Senegal)                                                 |        |
| 2017 (Cerimònia el 4 de març de 2017)    | Étalon d'argent : L'Orage africain : Un continent sous influence de Sylvestre Amoussou ( Benín) |        |
| 2017 (Cerimònia el 4 de març de 2017)    | Étalon de bronze : A mile in my shoes de Saïd Khallaf ( Marroc)                                 |        |
| 2019 (Cerimònia el 2 de març de 2019)    | Étalon d'or : The Mercy of the Jungle de Joël Karekezi ( Ruanda)                                |        |
| 2019 (Cerimònia el 2 de març de 2019)    | Étalon d'argent : Karma de Khaled Youssef ( Egipte)                                             |        |
| 2019 (Cerimònia el 2 de març de 2019)    | Étalon de bronze : Fatwa de Mahmoud Ben Mahmoud ( Tunísia)                                      |        |
| 2021 (Cerimònia el 23 octubre 2021)      | Étalon d'or : La Femme du fossoyeur de Khadar Ayderus Ahmed ( Somàlia)                          |        |
| 2021 (Cerimònia el 23 octubre 2021)      | Étalon d'argent : freda de Gessica Généus ( Haití)                                              |        |
| 2021 (Cerimònia el 23 octubre 2021)      | Étalon de bronze : Une histoire d'amour et de désir de Leyla Bouzid ( Tunísia)                  |        |

## Fites
Amb motiu del 20è aniversari de FESPACO l'any 2007, el Ministeri d'Afers Exteriors i Europeus i Cultures França, en col·laboració amb FESPACO, va publicar dues caixes de DVD amb les pel·lícules que van rebre l'Etalon de Yennenga. Presentat a Ouagadougou a l'obertura del festival, aquest box set inaugura la col·lecció DVD/Cinémathèque Afrique, destinada a promocionar el cinema africà i millorar la difusió cultural del cinema africà al món.